# Paul Balban
 (avril 2021).
Si vous disposez d'ouvrages ou d'articles de référence ou si vous connaissez des sites web de qualité traitant du thème abordé ici, merci de compléter l'article en donnant les références utiles à sa vérifiabilité et en les liant à la section « Notes et références ».
Paul John Balban est un homme politique gibraltarien, membre du Parti travailliste-socialiste de Gibraltar. Il a été élu au parlement en 2011 après un échec en 2007. Il est depuis 2011, Ministre des Transports, de la santé et de la sécurité et des services techniques. En 2015, il est réélu député.
Il est marié et il a 3 filles. C'est un ancien chauffeur de taxi et possède un diplôme de diététiste.